# Вуста
Ву́ста (Ууста) — невеликий піщаний острів в Червоному морі в архіпелазі Дахлак, належить Еритреї, адміністративно відноситься до району Дахлак регіону Семіен-Кей-Бахрі.

## Географія
Розташований на захід від острова Ісра-Ту. Має видовжену з північного сходу на південний захід форму. Довжина 3 км, ширина до 1 км. На відміну від сусідніх островів Вуста звільнений від коралових рифів.